# 普拉夫尼科夫維耶島
普拉夫尼科夫維耶島是俄羅斯的島嶼，屬於北地群島的一部分，位於十月革命島以西38公里的喀拉海，由克拉斯諾亞爾斯克邊疆區負責管轄，長0.2公里，最高點海拔高度14米，島上無人居住。